# シンガポール・オープン (ゴルフ)
シンガポール・オープンは、毎年1月にシンガポールで開催されるアジアンツアーと日本ゴルフツアーの合同大会。

## 概説
1961年に創設。2013年大会はスポンサー撤退のあおりを受け中止となり2015年まで中断。2016年から三井住友フィナンシャルグループがスポンサーとなり復活した。
かつてはバークレイズがスポンサーとなり、アジア最高額の賞金総額600万ドルの大会であったが、2016年大会以降は賞金総額100万米ドル、優勝賞金18万ドルに大幅減額されて行われている。2022年は総額が25万ドル増額。優勝賞金も22万5000ドルとなった。2017年大会は前年に中止となったタイ・ゴルフ選手権の代わりとして全英オープンの予選シリーズとして実施された。この大会で有資格者を除く上位4名が当該年の全英オープンの出場権が獲得される。
2021年の開催について、2020年12月の段階では新型コロナウイルス感染拡大の影響により調整中とされていたが、2021年1月21日に日本ゴルフツアー機構は「世界的に感染拡大が収まらない」として開催断念を発表した。
2022年は無観客開催とし、アジアンツアー最終戦として実施。しかし日本ツアーは賞金加算対象外であり、優勝者への出場権付与及び日本シリーズ出場資格外となる。

## 歴代主な優勝者
日本ツアー共催
| 年                                           | Tour                | 優勝者                       | 優勝スコア          | アンダーパー        | 2位との差           | 2位（タイ）                                                                                     | 会場    |  |
| SMBC Singapore Open                          | SMBC Singapore Open | SMBC Singapore Open          | SMBC Singapore Open | SMBC Singapore Open | SMBC Singapore Open | SMBC Singapore Open                                                                             |         |  |
| -------------------------------------------- | ------------------- | ---------------------------- | ------------------- | ------------------- | ------------------- | ----------------------------------------------------------------------------------------------- | ------- |  |
| 2022                                         | ASA, JPN            | サドム・ケーオカンジャナ     | 271                 | −13                 | 3 strokes           | 桂川有人 キム・ジュヒョン                                                                       | Sentosa |  |
| 2021: 新型コロナウイルス感染拡大の影響で中止 |                     |                              |                     |                     |                     |                                                                                                 |         |  |
| 2020                                         | ASA, JPN            | マット・クーチャー           | 266                 | -18                 | 3打差               | ジャスティン・ローズ                                                                            |         |  |
| 2019                                         | ASA, JPN            | ジャズ・ジェーンワタナノンド | 266                 | -18                 | 2打差               | ポール・ケーシー 藤本佳則                                                                       |         |  |
| 2018                                         | ASA, JPN            | セルヒオ・ガルシア           | 270                 | -14                 | 5打差               | 小平智 ショーン・ノリス                                                                         |         |  |
| 2017                                         | ASA, JPN            | プラヤド・マークセン         | 275                 | −9                  | 1打差               | パチャラ・コンワットマイ ジュビック・パグンサン ジェイビー・クルーガー 宋永漢（ソン・ヨンハン） |         |  |
| 2016                                         | ASA, JPN            | 宋永漢                       | 272                 | −12                 | 1打差               | ジョーダン・スピース                                                                            |         |  |

1 天候不良の影響で月曜決着。
- 2013–15 No  tournament

欧州ツアー共催
| Year                    | 優勝者                                 | 出身国                  | 優勝スコア              | アンダーパー            | 2位との差               | 2位（タイ）                    |
| Barclays Singapore Open | Barclays Singapore Open                | Barclays Singapore Open | Barclays Singapore Open | Barclays Singapore Open | Barclays Singapore Open | Barclays Singapore Open        |
| ----------------------- | -------------------------------------- | ----------------------- | ----------------------- | ----------------------- | ----------------------- | ------------------------------ |
| 2012                    | マッテオ・マナセロ                     | イタリア                | 271                     | −13                     | Playoff                 | ルイ・ウェストヘーゼン         |
| 2011                    | ゴンザロ・フェルナンデス＝カスターニョ | スペイン                | 199*                    | −14                     | Playoff                 | ジュビック・パグンサン         |
| 2010                    | アダム・スコット (3)                   | オーストラリア          | 267                     | −17                     | 3打差                   | アンダース・ハンセン           |
| 2009                    | イアン・ポールター                     | イングランド            | 274                     | −10                     | 1打差                   | 梁津萬（リャン・ウェンチョン） |

* 2011年大会は天候不良で54ホールに短縮
- 2008年：ジーブ・ミルカ・シン（インド）
- 2007年：アンヘル・カブレラ（アルゼンチン）
- 2006年：アダム・スコット（オーストラリア）
- 2005年：アダム・スコット（オーストラリア）
- 2001年：タワン・ウィラチャン（英語版）（タイ）
- 2000年：ジョティ・ランダワ（インド）
- 1999 Kenny Druce –  オーストラリア
- 1998 Shaun Micheel –  アメリカ合衆国
- 1997年：ゾウ・モウ（ミャンマー）
- 1996 John Kernohan –  アメリカ合衆国
- 1995年：スティーブン・コンラン（オーストラリア）
- 1994 キー・フラ・ハン
- 1993 Paul Moloney –  オーストラリア
- 1992 Bill Israelson –  アメリカ合衆国
- 1991 Jack Kay –  カナダ
- 1990 Antolin Fernando –  フィリピン
- 1989 盧建順（英語版） –  台湾
- 1988 Greg Bruckner –  アメリカ合衆国
- 1987 ピーター・ファウラー（英語版） –  オーストラリア
- 1986 グレッグ・ターナー（英語版） –  ニュージーランド
- 1985 陳志明（英語版） –  台湾
- 1984 Tom Sieckmann –  アメリカ合衆国
- 1983 盧建順（英語版） –  台湾
- 1982 許勝三（英語版） –  台湾
- 1981 Mya Aye
- 1980 カート・コックス –  アメリカ合衆国
- 1979 呂西釣（英語版） –  台湾
- 1978年：テリー・ゲール（オーストラリア）
- 1977 許渓山 –  台湾
- 1976年：内田袈裟彦（日本）
- 1975年：鈴木豊（日本）
- 1974 エリュテリオ・ニバル –  フィリピン
- 1973 ベン・アルダ –  フィリピン
- 1972年：河野高明（日本）
- 1971年：安田春雄（日本）
- 1970 謝永郁 –  台湾
- 1969 鎌田富雄 –  日本
- 1968 謝永郁 –  台湾
- 1967 ベン・アルダ –  フィリピン
- 1966 Ross Newdick –  ニュージーランド
- 1965 フランク・フィリップス（英語版） –  オーストラリア
- 1964 テッド・ボール（英語版） –  オーストラリア
- 1963 Alan Brookes –  南アフリカ共和国
- 1962 Brian Wilkes –  南アフリカ共和国
- 1961 フランク・フィリップス（英語版） –  オーストラリア

1. ↑  ASA – Asian Tour (formerly Asian PGA/Omega/Davidoff Tour); AGC – Asia Golf Circuit; ANZ – PGA Tour of Australasia; EUR – European Tour; JPN – Japan Golf Tour